# Mount Heemskirk
Mount Heemskirk är ett berg i Australien. Det ligger i regionen West Coast  och delstaten Tasmanien, i den sydöstra delen av landet, omkring 210 kilometer nordväst om delstatshuvudstaden Hobart. Toppen på Mount Heemskirk är 737 meter över havet, eller 13 meter över den omgivande terrängen. Bredden vid basen är 0,33 km.
Trakten runt Mount Heemskirk är nära nog obefolkad, med mindre än två invånare per kvadratkilometer.. Närmaste större samhälle är Zeehan, omkring 14 kilometer öster om Mount Heemskirk.
I omgivningarna runt Mount Heemskirk växer i huvudsak städsegrön lövskog. Genomsnittlig årsnederbörd är 2 793 millimeter. Den regnigaste månaden är augusti, med i genomsnitt 366 mm nederbörd, och den torraste är februari, med 117 mm nederbörd.